# Canton de Marseille-Les Cinq-Avenues
Le canton de Marseille Les Cinq Avenues est une ancienne division administrative française située dans le département des Bouches-du-Rhône, dans l'arrondissement de Marseille. Ancien canton de Marseille VI.

## Composition
Le canton de Marseille-Les Cinq-Avenues se composait d’une fraction de la commune de Marseille. Il comptait 31 881 habitants (population municipale) au 1er janvier 2012.
| Nom                                      | Code Insee | Intercommunalité                   | Population (dernière pop. légale)                |
| ---------------------------------------- | ---------- | ---------------------------------- | ------------------------------------------------ |
| Marseille 1er Arrondissement (chef-lieu) | 13055      | Métropole d'Aix-Marseille-Provence | Fraction : 15 278(2012) Commune : 862 211 (2016) |

Quartiers de Marseille inclus dans le canton (parties des 1er et 4e arrondissements) :
- Les Chartreux
- Les Cinq Avenues
- Chutes-Lavie
- Saint-Charles
- Le Chapitre
- Les Réformés

## Représentation

### Conseillers généraux de 1833 à 1871 (canton de Marseille-Centre extra muros)
| Période                                  | Période          | Identité                              | Étiquette | Qualité                                                                |
| ---------------------------------------- | ---------------- | ------------------------------------- | --------- | ---------------------------------------------------------------------- |
| 1833                                     | 1836 (démission) | Georges Audibert                      |           | Négociant en armements et en draps à Marseille                         |
| 1836                                     | 1848             | Lazare Luce (1797-1866)               |           | Négociant et banquier Président de la Chambre de commerce de Marseille |
| 1848                                     | 1850 (décès)     | Jean-Baptiste Timon-David (1806-1850) |           | Notaire et avocat à Marseille                                          |
| 1850                                     | 1871             | Louis-Barthélemy Blanc                |           | Maire d'Allauch (1844-1870)                                            |
| Les données manquantes sont à compléter. |                  |                                       |           |                                                                        |

### Conseillers généraux du canton de Marseille-VI puis de Marseille-Les Cinq-Avenues (1871 à 2015)
| Période                                  | Période               | Identité                               | Étiquette                 | Qualité |
| ---------------------------------------- | --------------------- | -------------------------------------- | ------------------------- | --- |
| 1871                                     | 1871                  | Charles Cartoux                        |                           | Agent commercial |
| 1871                                     | 1880                  | Dosithée Théophile Teissère            | Droite Monarchiste        | Avocat au barreau de Marseille, ancien bâtonnier |
| 1880                                     | 1886                  | Joseph Chevillon                       | Rad.                      | Docteur en médecine Conseiller municipal de Marseille (1876) Maire d'Allauch (1888-1910) |
| 1886                                     | 1886                  | Charles Le Mée de La Salle (1817-1893) | Droite                    | Négociant et armateur à Marseille Elu dans le canton de Marseille-VIII |
| 1886                                     | 1901                  | Pierre Roux (1843-1920)                | Républicain puis Soc.ind. | Ouvrier forgeron, mécanicien puis journaliste Ancien conseiller d'arrondissement du canton de Marseille-III Président du Conseil Général (1909-1910) Elu en 1901 dans le Canton de Marseille-IX                                                |
| 1901                                     | 1904                  | Jules Edgar Lamoureux (1840-1915)      | Républicain               | Syndic des agents de change, Marseille |
| 1904                                     | 1919 (démission)      | Raoul Brion (1870-1958)                | Modéré anticollectiviste  | Avocat au barreau de Marseille, ancien bâtonnier Adjoint au maire de Marseille |
| 1919                                     | 1934                  | Antoine Cérati (1873-1963)             | SFIO                      | Directeur du bureau de l'Assistance publique de Marseille |
| 1934                                     | 1940                  | Émile Ripert                           | URD                       | Professeur de littérature provençale à l'Université, félibre Membre de la Commission administrative départementale (1941-1943) Nommé conseiller départemental en 1943                                                                          |
|                                          |                       |                                        |                           | |
| 1945                                     | 1949                  | Raymonde Nédélec (1915-2016)           | PCF                       | Employée à l'Union départementale CGT Députée (1946-1951) |
| 1949                                     | 1967                  | Charles Colonna d'Anfriani             | RPF puis CNIP             | Avocat Député (1958-1962) Maire de Montemaggiore (Corse) (1945-1947) Conseiller municipal (1947-1949) puis adjoint au maire (1953-1959) de Marseille                                                                                           |
| 1967                                     | 1973                  | Édouard Heyraud (1908-1986)            | SFIO puis PS              | Instituteur Conseiller municipal de Marseille |
| 1973                                     | 1979                  | Jules Rocca-Serra                      | PS                        | Conseiller municipal du 1er secteur |
| 1979                                     | 1992                  | Roland Blum                            | UDF-PR                    | Avocat Député (1986-2012) Conseiller municipal de Marseille |
| 1992                                     | 1998                  | Marie-Louise Lota                      | UDF-DL                    | Directrice d'une agence d'insertion professionnelle |
| 1998                                     | août 2014 (démission) | Marie-Arlette Carlotti                 | PS                        | Cadre dans l'industrie aéronautique Députée européenne (1996-2009) Conseillère régionale (2010-2013) Ministre déléguée aux personnes handicapées (2012-2014) Députée en 2012 et de 2014 à 2017 Conseillère municipale de Marseille depuis 2014 |
| août 2014                                | 2015                  | Jean-Jacques Bonfil                    | MRC                       | Chirurgien-dentiste |
| Les données manquantes sont à compléter. |                       |                                        |                           | |

### Conseillers d'arrondissement du canton de Marseille-Centre extra muros (de 1833 à 1871)
| Période                                  | Période | Identité                   | Étiquette | Qualité |
| ---------------------------------------- | ------- | -------------------------- | --------- | --- |
| 1833                                     |         | Ange-Marie Cauvin (1758-?) |           | Notaire royal, maire d'Allauch (1831-1844)                                                                  |
| 1940                                     |         |                            |           | Les conseils d'arrondissement ont été suspendus par la loi du 12 octobre 1940 et n'ont jamais été réactivés |
| Les données manquantes sont à compléter. |         |                            |           | |

### Conseillers d'arrondissement du canton de Marseille-VI (de 1871 à 1940)
| Période                                  | Période           | Identité                         | Étiquette            | Qualité |
| ---------------------------------------- | ----------------- | -------------------------------- | -------------------- | --- |
| 1871                                     |                   | Balthazar Rouvière (1829-1898)   |                      | Avoué, propriétaire rue Venture                                                                             |
|                                          |                   |                                  |                      | |
| 1880                                     | 1886              | Victor Gibassier (1841-1921)     |                      | Médecin-vétérinaire à Marseille                                                                             |
| 1886                                     | 1895              | Arnaud Carreyre                  | Républicain          | Ouvrier à Saint-Pierre La Timone                                                                            |
| 1895                                     | 1898              | Marius Jullien                   | Socialiste           | Employé de commerce, conseiller municipal de Marseille                                                      |
| 1898                                     | 1901              | Baptistin Gavary (1865-1943)     | Socialiste           | Journaliste et typographe à Marseille                                                                       |
| 1901                                     | 1903 (décès)      | Joseph Siaud (1859-1903)         | Républicain          | Confiseur, Président des syndicats patronaux du petit commerce                                              |
| 1903                                     | 1907              |                                  |                      | |
| 1907                                     | 1911 (décès)      | Gaston Boniffacy (1855-1911)     |                      | Négociant                                                                                                   |
| 1911                                     | 1913              |                                  |                      | |
| 1913                                     | 1919              | Pascal Matheron (décédé en 1924) | RG                   | Président du Grand cercle républicain                                                                       |
| 1919                                     | 1921 (décès)      | Pierre Roche                     |                      | Président du Conseil d'arrondissement                                                                       |
| 1921                                     | 1937              | Pierre Ausilia (1872-1951)       | Modéré               | Coiffeur puis industriel, conseiller municipal de Marseille                                                 |
| 1937                                     | 1939 (annulation) | Jean Dominique Paoli             | SFIO                 | Chef comptable à Marseille                                                                                  |
| 30 avril 1939                            | 1940              | Pierre Ausilia                   | Républicain national | Industriel, conseiller municipal de Marseille                                                               |
| 1940                                     |                   |                                  |                      | Les conseils d'arrondissement ont été suspendus par la loi du 12 octobre 1940 et n'ont jamais été réactivés |
| Les données manquantes sont à compléter. |                   |                                  |                      | |

## Deux photos du canton
|  |  |

## Démographie
| 1982 | 1990   | 1999   | 2006   | 2011   | 2012   |
| ---- | ------ | ------ | ------ | ------ | ------ |
| -    | 27 421 | 27 236 | 30 894 | 31 476 | 31 881 |